# William Wallace Barron

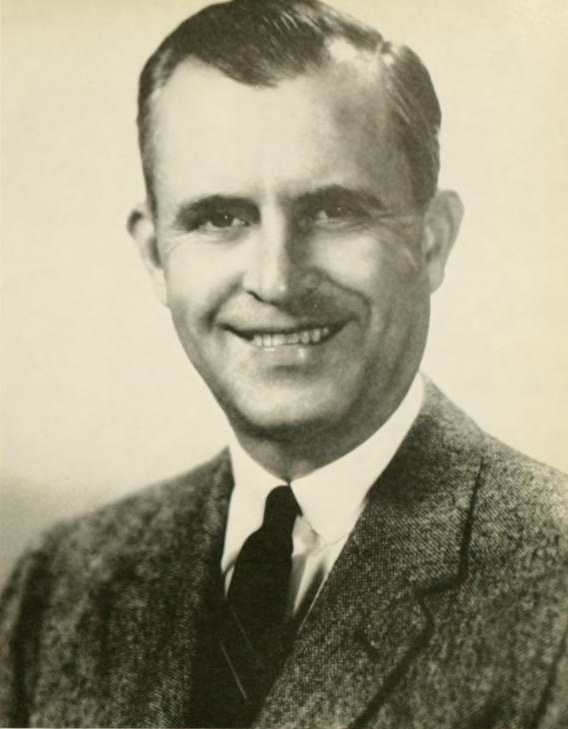
William Wallace Barron

William Wallace Barron (* 8. Dezember 1911 in Elkins, Randolph County, West Virginia; † 12. November 2002 in Charlotte, North Carolina) war ein US-amerikanischer Politiker. Er war von 1961 bis 1965 der 26. Gouverneur des Bundesstaates West Virginia.

## Frühe Jahre und politischer Aufstieg
William Barron besuchte die Washington and Lee University und studierte anschließend an der West Virginia University Jura. Während des Zweiten Weltkriegs diente er in der US-Armee. Barrons politische Laufbahn begann im Jahr 1949 mit seiner Wahl zum Bürgermeister von Elkins. Gleichzeitig nahm er noch einige Verwaltungsaufgaben im Randolph County wahr. In den Jahren 1950 und 1952 wurde er als Mitglied der Demokratischen Partei in das Abgeordnetenhaus von West Virginia gewählt. Zwischen 1953 und 1957 war er Vorsitzender des Alkoholkontroll-Ausschusses (Liquor Control Commission) von West Virginia und von 1961 bis 1965 fungierte er als Justizminister (Attorney General) dieses Staates.

## Gouverneur von West Virginia
1960 wurde Barron zum neuen Gouverneur seines Staates gewählt. Seine vierjährige Amtszeit begann am 16. Januar 1961. In dieser Zeit wurde für die Beschäftigten im öffentlichen Dienst ein neues Rentensystem eingeführt. In der Regierung entstanden eigenständige Ressorts für Handel, Industrielle Entwicklung, Menschenrechte, Umweltschutz und Bodenschätze. Der Gouverneur förderte die industrielle Entwicklung seines Landes und trat für eine Erweiterung der staatlichen Parks und Erholungsgebiete ein. Die Steuergesetzgebung des Landes wurde entsprechend den Vorgaben der neuen Bundesgesetze reformiert.

## Weiterer Lebenslauf
Nach dem Ende seiner Amtszeit führte Barron eine Anwaltskanzlei in Charleston. Im Jahr 1968 geriet er ins Zwielicht, als er und einige seiner Vertrauten wegen Bestechung angeklagt wurden. Außer Barron wurden alle schuldig gesprochen und verurteilt. Im Jahr 1971 musste Barron erneut wegen dieser Vorwürfe vor Gericht. Diesmal wurde er zu einer Gefängnisstrafe verurteilt und verlor seine Zulassung als Anwalt. Diese Vorgänge warfen im Nachhinein einen dunklen Schatten auf seine politische Karriere. Nachdem er vier Jahre im Gefängnis verbracht hatte, zog sich Barron mit seiner Familie nach Pompano Beach in Florida zurück. Im November 2002 ist er in North Carolina verstorben. William Barron war mit Opal Wilcox verheiratet; das Paar hatte drei Kinder.